# Revue des Deux Mondes

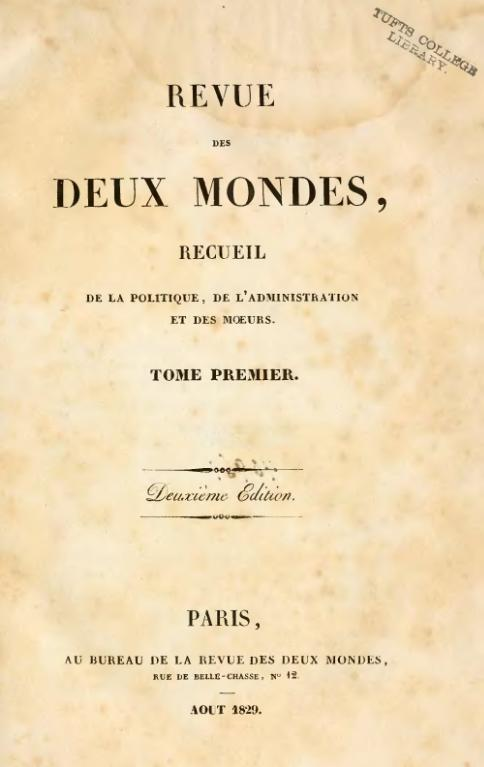
Titelpagina van de eerste aflevering van Revue des Deux Mondes, augustus 1829

De Revue des Deux Mondes is een Frans literair, politiek en cultureel tijdschrift.

## Geschiedenis
Het is een van de oudste tijdschriften van Europa. Het werd opgericht in 1829 door François Buloz met het doel een brug te slaan tussen Frankrijk en de Verenigde Staten. Vandaar de naam. Vandaag de dag richt het tijdschrift zich - in bredere zin - op de dialoog tussen verschillende staten en culturen.
Talloze bekende Franse schrijvers hebben in de loop der tijd aan dit prestigieuze tijdschrift bijgedragen. Ook de Nederlandse koningin Sophie was een van de geregelde contribuanten.
Het tijdschrift veranderde verschillende keren van naam:
- 1829–1945: La Revue des Deux Mondes
- 1946–1956: Hommes et Mondes
- 1957–1971: La Revue des Deux Mondes
- 1972–1982: La Nouvelle Revue des Deux Mondes
- sinds 1982: La Revue des Deux Mondes

- Bibliothèque nationale de France: cb32858360p (data)
- Gemeinsame Normdatei: 4177951-4
- Nationale Bibliotheek van Israël: 987009349361105171
- Système universitaire de documentation: 02741079X
- Virtual International Authority File: 177786077